# Артилерийски преглед
«Артилерийски преглед» — ежемесячное издание (журнал) военного министерства Болгарии, позднее - министерства народной обороны Народной Республики Болгария и министерства обороны Республики Болгария.

## История
Выпуск журнала начала в январе 1923 года Артиллерийская инспекция военного министерства Болгарии. При редакции журнала в Софии действовали Центральная артиллерийская библиотека и фонд "Артилерийски преглед" (на средства которого в 1920е - 1930е годы было выпущено несколько учебников, книг и брошюр).
В журнале публиковали материалы по вопросам истории, современного состояния и развития артиллерии и артиллерийских войск.
Начавшийся в 1929 году мировой экономический кризис осложнил положение Болгарии, ассигнования были уменьшены и тираж журнала был сокращен. 
В 1960 году в ходе реформы органов военной печати издание журнала было прекращено, с 1961 года материалы о артиллерии публиковали в общевойсковом журнале «Армейски преглед».
В 2007 году выпуск журнала был возобновлён на факультете артиллерии, ПВО и коммуникационно-информационных систем Национального военного университета им. Васила Левского.